# Otto Heinrich Kühner
Otto Heinrich Kühner (* 10. März 1921 in Nimburg; † 18. Oktober 1996 in Kassel) war ein deutscher Schriftsteller, Lektor und Maler.

## Leben und Wirken
Otto Heinrich Kühner wurde als jüngster von vier Söhnen des Pfarrers und späteren Theologieprofessors Gustav Kühner und seiner Frau Luise in Nimburg am Kaiserstuhl geboren. Er besuchte die Volksschule in Pforzheim und das Kurfürst-Friedrich-Gymnasium in Heidelberg bis zum Abitur 1939. Es folgten Arbeitsdienst und ein kurzes (Kriegs-)Studium der Rechtswissenschaft in Erlangen und Heidelberg. Anschließend war er Soldat im Zweiten Weltkrieg. Zuletzt kommandierte er als Leutnant eine Kosakenschwadron in der Sowjetunion und geriet bei Kriegsende in sowjetische Kriegsgefangenschaft. Nach Entlassung und Rückkehr studierte er ab 1947 Philosophie, Literatur- und Musikwissenschaft in Heidelberg und Marburg.
Danach arbeitete er von 1950 bis 1965 beim Süddeutschen Rundfunk (SDR) als Hörspiellektor und -dramaturg. Er verfasste zahlreiche Hörspiele; das bekannteste wurde „Die Übungspatrone“ (1950).
Zu seinem breiten und vielseitigen Œuvre gehören Romane, Erzählungen und Lyrik. Kühners Debütroman Nikolskoje (1953), der wie weitere Werke des Autors auf Kriegserlebnissen basierte (Grundlage war hier ein bereits in sowjetischer Kriegsgefangenschaft verfasstes Tagebuch), wurde ein großer Erfolg wie auch Lebenslauf eines Attentäters (1975). Als Lyriker schloss er insbesondere an die Tradition humoristischer Verskunst an.
Seine komische Kunstfigur des Pummerer trieb jahrzehntelang in der Süddeutschen Zeitung, der Zeit, der Frankfurter Rundschau und anderen Zeitungen als „Randspaltenlyrik“ ihr poetisches Unwesen.
Aus seiner ersten Stuttgarter Ehe von 1955 bis 1965 mit der Lektorin und Redakteurin Hansi Kühner, geb. Klehmet, ging ein Sohn – Ulrich Otto Florian Kühner – hervor. 1967 heiratete Kühner seine Kollegin Christine Brückner und zog zu ihr nach Kassel. Mit ihr gründete er 1984 die Stiftung Brückner-Kühner, die u. a. den Kasseler Literaturpreis für grotesken Humor vergibt und das Wohnhaus des Schriftstellerpaares als kleines Literaturmuseum zugänglich gemacht hat.

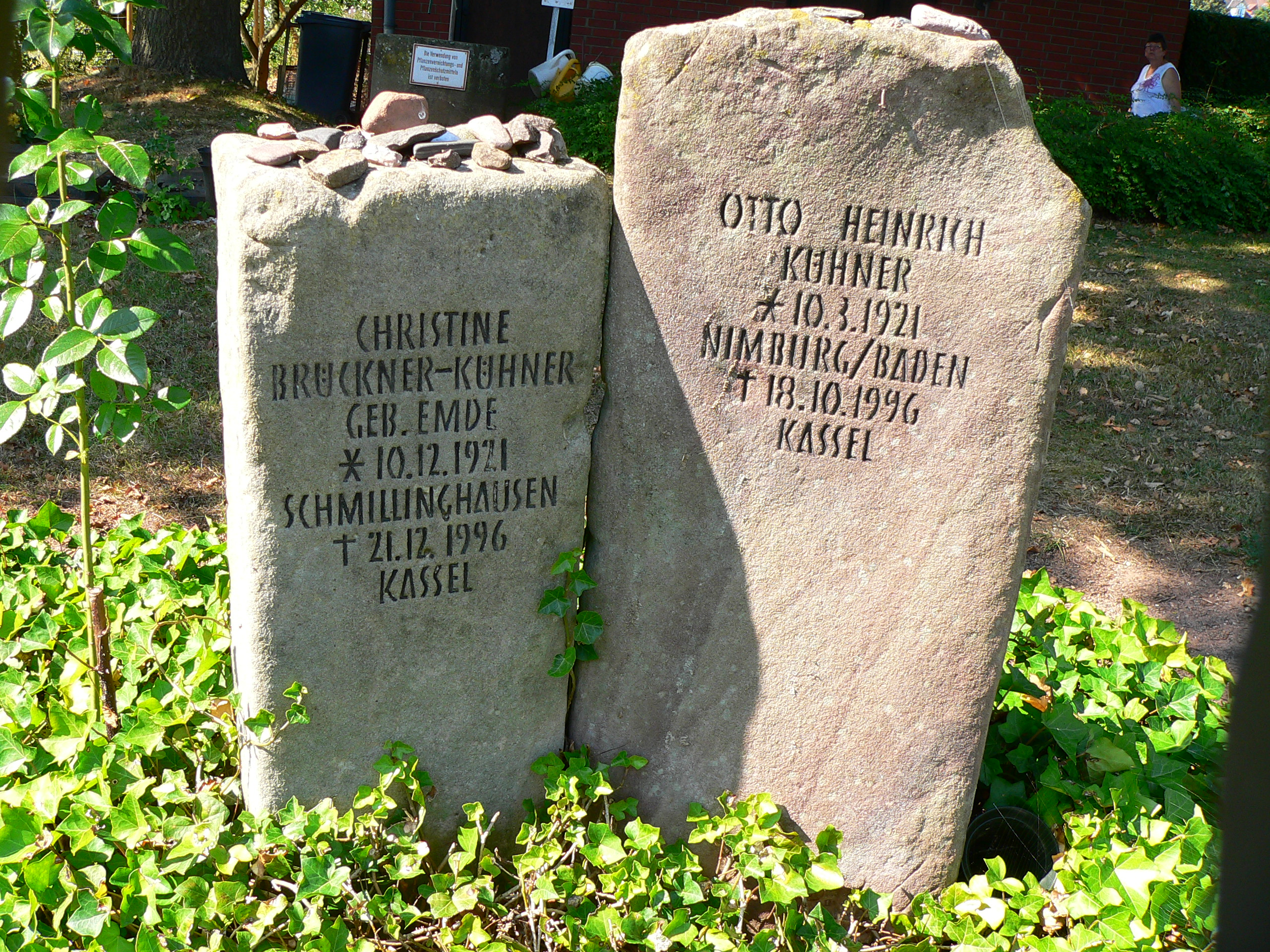
Ehrengrab der Stadt Kassel auf dem Friedhof in Schmillinghausen

Im Herbst 1996 starb Kühner nach längerer Leidenszeit in Kassel. Er ist begraben in Schmillinghausen, heute ein Stadtteil von Bad Arolsen, dem Geburtsort seiner Ehefrau, die ihn nur wenige Wochen überlebte. Auf dem gemeinsamen Grabstein stehen somit dasselbe Geburtsjahr und dasselbe Todesjahr geschrieben.
Kühner war Mitglied der Gruppe 47, des Verbandes deutscher Schriftsteller (VS) und des P.E.N.
Sein Enkel ist der Redakteur und Fotojournalist Johannes Kühner.

## Ehrungen
- 1953, 1957: Förderpreis zum Immermann-Preis der Stadt Düsseldorf
- 1977: Georg-Mackensen-Literaturpreis für die beste deutsche Kurzgeschichte
- 1982: Wappenring der Stadt Kassel

## Werke
Quelle: Stiftung Brückner-Kühner
- Am Rande der Großstadt. Gedichte. Düsseldorf 1953
- Nikolskoje. Roman. München 1953.
- Auch die Erde ist ein Stern. Drama. 1955.
- Mein Zimmer grenzt an Babylon. Hörspiel, Funkerzählung, Feature. München 1954.
- Wahn und Untergang 1933-1945. Stuttgart 1956.
- Dann kam die Stille. Erzählungen. Stuttgart. 1956.
- Die Verlässlichkeit der Ereignisse. Erzählungen. München 1958.
- Der Andere. Chorisches Spiel. München 1959.
- Das Loch in der Jacke des Grafen Bock von Bockenburg. Roman. München. 1959.
- Kasan liegt an der Strecke nach Sibirien. Bühnenstück. Wuppertal 1959.
- Der Staatsstreich. Bühnenstück. München 1962.
- Das Jahr Null und die Bibel. München 1962.
- Die Zeiten ändern sich. Bühnenstück 1962.
- Aschermittwoch. Roman. Hamburg 1962.
- Die Heiratsannonce. Roman. Hamburg 1966.
- Pummerer und andere skurrile Verse. München 1968.
- Narrensicher. Neue Verse über Pummerer. Berlin 1972.
- Der Freiheit eine Allee. Neue Pummerer-Verse. Berlin 1974.
- Lebenslauf eines Attentäters. Roman. München 1975.
- Die Lust sich am Bein zu kratzen oder Die Orgie des kleinen Mannes. Berlin 1976.
- Blühender Unsinn. Berlin 1978.
- Vierundzwanzig Stunden deutsche Ortszeit. Frankfurt am Main, Berlin 1979.
- Pummerers verblümte Halbwahrheiten. München 1979.
- Erfahren und erwandert. (Mit Christine Brückner). Frankfurt/M., Berlin 1979.
- Dreierlei Wahrheiten über einen Volkshelden. Erzählungen. München 1980.
- Pummererverse oder Vom Nutzen der Haaresbreiten. Frankfurt/M., Berlin 1981.
- Trost des Lächelns. Kassel 1981.
- Die Übungspatrone. Hörspiele. Frankfurt/M., Berlin 1981.
- Mal mir ein Haus. (Mit Christine Brückner). Hanau 1981.
- Wozu noch Gedichte? Gedichte. Frankfurt/M., Berlin 1983.
- Der Pappkamerad und die Strohpuppe. Satiren. München 1984.
- Der Traum von einem schöneren Land. Verse vom ernsten Pummerer. Berlin 1985.
- Deine Bilder – meine Worte. (Mit Christine Brückner). Berlin 1987.
- Pummerers rastloser Müßiggang. Berlin 1988.
- Mein Eulenspiegel. Neue Historien. Roman. Berlin usw. 1991.
- Das Lächeln. Bilder von Mary Rahn. Text von OHK. Hanau 1991.
- Ein Lächeln zum Weiterreichen. Das Beste von Otto Heinrich Kühner, genannt Pummerer. Berlin 1994.
- Mein Pummerer-Brevier. Ausgewählt und herausgegeben von Christine Brückner. Berlin 1996.
- Ich will Dich den Sommer lehren. Briefe aus vierzig Jahren (mit C. Brückner, hg. von F.W. Block). München 2003.

## Hörspiele (Auswahl)
Autor:
- 1950: Das Funkstudio: Die Übungspatrone – Regie: Helmut Jedele (Original-Hörspiel – SDR)
- 1951: Hauptmann Matjuschenkow – Regie: Wilhelm Semmelroth (Originalhörspiel – SDR)
- 1951: Scherzo. Ein Spiel zu Zweien – Regie: Wilhelm Semmelroth (Kurzhörspiel – NWDR Köln)
- 1952: Der Tramp – Regie: Walter Knaus (Originalhörspiel – SDR)
- 1952: Der Tramp – Regie: Wilm ten Haaf (Originalhörspiel – Radio Saarbrücken)
- 1952: Kasan liegt an der Strecke nach Sibirien – Regie: Armas Sten Fühler (Originalhörspiel – SDR)
- 1952: Kasan liegt an der Strecke nach Sibirien – Regie: Fritz Schröder-Jahn (Originalhörspiel – NWDR Hamburg)
- 1953: Wählt das Leben – Regie: Raoul Wolfgang Schnell (Originalhörspiel – NWDR Köln)
- 1954: Das Protokoll des Pilatus – Regie: Walter Knaus (Hörspiel – NWDR)
- 1954: Die Übungspatrone – Regie: Hanns Korngiebel (Originalhörspiel – RIAS Berlin)
- 1954: Kasan liegt an der Strecke nach Sibirien – Regie: Herbert Spalke (Originalhörspiel – ORF)
- 1955: Die Sterne von El Bala – Regie: Karl Ebert (Originalhörspiel – SDR)
- 1955: Die Sterne von El Bala – Regie: Fritz Schröder-Jahn (Originalhörspiel – NWDR Hamburg)
- 1955: Zum Abend: Registratur des Bösen – Regie: Nicht bekannt (Originalhörspiel, Kurzhörspiel – NWDR)
- 1959: Der Andere – Regie: Ida Ehre (Hörspiel – WDR)
- 1960: Verfluchtes Meer – Regie: Heinz Schimmelpfennig (Hörspiel – HR)
- 1961: Verfluchtes Meer – Regie: Herbert Spalke (Hörspiel – ORF)
- 1961: Der Schein trügt nicht. Ein heiteres Hörspiel nach einem Motiv aus dem Roman Das Loch in der Jacke des Grafen Bock von Bockenburg – Regie: Oskar Nitschke (Hörspielbearbeitung – SDR)
- 1961: Die Zeiten ändern sich – Regie: Oswald Döpke (Originalhörspiel – RB)
- 1962: Der Staatsstreich – Regie: Hermann Schindler (Hörspiel – RIAS Berlin)
- 1963: Die Übungspatrone – Regie: Fritz Schröder-Jahn (Originalhörspiel – NDR)
- 1963: Besichtigung einer Stadt – Regie: Miklós Konkoly (Originalhörspiel – RB)
- 1964: Die Übungspatrone – Regie: Walter Ohm (Originalhörspiel – BR)
- 1964: Die Übungspatrone – Regie: Otto Kurth (Originalhörspiel – SR/BR)
- 1964: Tatsachen sind nicht so wichtig – Regie:	Lilian Westphal (Originalhörspiel – SR DRS)
- 1967: Ehe der Hahn kräht – Regie: Ulrich Lauterbach (Hörspiel – RB/SFB/SR)
- 1967: Pastorale 67 – Regie: Fritz Schröder-Jahn (Originalhörspiel – NDR)
  - Auszeichnung: literarischer Wettbewerb der Bundesvereinigung der deutschen Schriftsteller: Der Bauer in der Industriegesellschaft 1967 (2. Platz)
- 1970: Mit Co-Autorin Christine Brückner: Nichts als Theater – Regie: Jörg Jannings (Originalhörspiel – HR)
- 1974: Krähwinkel 73 – Regie: Jörg Franz (Originalhörspiel – HR)
- 1974: Vier Zimmer, Küche, Bad. Familienserie (7. Folge: Späte Liebe) – Regie: Hans Gerd Krogmann (Originalhörspiel, Kurzhörspiel – SWF/unbekannt)
- 1974: Vier Zimmer, Küche, Bad. Familienserie (9. Folge: Unerwarteter Besuch) – Regie: Hans Gerd Krogmann (Originalhörspiel, Kurzhörspiel – SWF)
- 1974: Mit Co-Autorin Christine Brückner: Vier Zimmer, Küche, Bad. Familienserie (16. Folge: Zweihundert Anschläge in der Minute) – Regie: Hans Gerd Krogmann (Originalhörspiel, Kurzhörspiel – SWF/HR)
- 1978: Großstadtluft – Regie: Ulrich Gerhardt (Originalhörspiel – SWF)
- 1980: Späte Liebe – Regie: Tibor von Peterdy (Originalhörspiel – DW)
- 1981: Treffpunkt Hörspiel: Die weitere Entwicklung der Dinge – Regie: Manfred Brückner (Hörspiel – WDR)

Darüber hinaus bearbeitete er mindestens vierzig weitere Hörspiele anderer Autoren für den Funk.

## Ausstellungen
- 1991 Kassel „Dienstagsbilder“ kuratiert von Karl Oskar Blase